# Rio Conchos
Rio Conchos (bra Rio Conchos) é um filme estadunidense de 1964, dos gêneros drama romântico, ação e faroeste, dirigido por Gordon Douglas, com roteiro de Joseph Landon e Clair Huffaker baseado no romance Guns of Rio Conchos, de Huffaker.

## Sinopse
Grupo de rebeldes sulistas se recusa a aceitar a derrota para os nortistas na Guerra de Secessão e forma uma força armada às margens do rio Conchos. Enquanto isso, quatro bandoleiros percorrem o deserto do Texas procurando rifles roubados.

## Elenco
- Richard Boone     ....  maj. Jim Lassiter
- Stuart Whitman     ....  cap. Haven
- Anthony Franciosa   ....  Juan Luis Rodriguez
- Jim Brown     ....  sgt. Franklyn
- Wende Wagner     ....  Sally (garota Apache)
- Warner Anderson     ....  cel. Wagner
- Rodolfo Acosta     ....  Bloodshirt (chefe Apache)
- Barry Kelley     ....  crupiê do presídio
- Vito Scotti     ....  chefe dos bandidos
- House Peters Jr.    ....  maj. Johnson
- Kevin Hagen     ....  maj. Johnson / Blondebeard
- Edmond O'Brien     ....  cel. Theron 'Gray Fox' Pardee